# Calçado
Calçado är en kommun i Brasilien.   Den ligger i delstaten Pernambuco, i den östra delen av landet, 1 500 km nordost om huvudstaden Brasília. Antalet invånare är 11 125. Arean är 114 kvadratkilometer.
Terrängen i Calçado är lite kuperad.
Trakten runt Calçado består till största delen av jordbruksmark. Runt Calçado är det ganska tätbefolkat, med 72 invånare per kvadratkilometer.